# 韦尔费伊
韦尔费伊（法語：Verfeil，發音：[vɛʁfɛj]），法国西南部城市，奥克西塔尼大区上加龙省的一个市镇，隶属于图卢兹区，其市镇面积为41.23平方公里，2022年1月1日时人口数量为3,867人，在法国市镇中排名第2,952位（2021年）。
韦尔费伊位于上加龙省东部，东侧和北侧与塔恩省接壤，多条公路在此交汇。韦尔费伊因当地出产的无花果而闻名。

## 地名来源
根据法国地名学家阿尔贝·多扎的论述，“Verfeil”一名最初可能于1137年以“Verful”的形式被记载，该名称可能出自拉丁语单词“viridis”和“folium”，分别对应现代法语单词“vert”和“feuille”。
韦尔费伊所处区域历史上曾通行奥克语，“Verfeil”在奥克语维基百科（2025年1月版本）及Openstreetmap中对应的拼写为“Vrudfuèlh”。

## 历史
韦尔费伊的早期历史尚不清楚。根据当地官方网站的论述，韦尔费伊所处的日鲁河谷地区在公元前五世纪时曾为凯尔特人的活动范围。韦尔费伊城镇则可能形成于公元八世纪。中世纪中后期，韦尔费伊在阿尔比十字军和宗教战争期间均遭到破坏。十七至十八世纪间，韦尔费伊成为朗格多克的一个商业中心。法国大革命后，韦尔费伊成为上加龙省的一个市镇，并自1793年起成为该省的一个县治。工业革命期间，途经韦尔费伊的一条地方铁路建成通车，后于二十世纪30年代关闭。2014年，韦尔费伊县被撤销。

## 地理

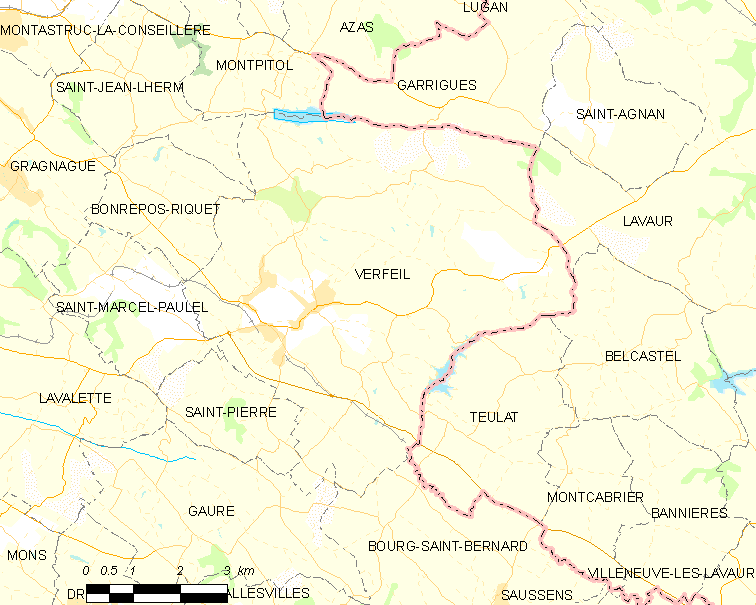
韦尔费伊市镇范围地图

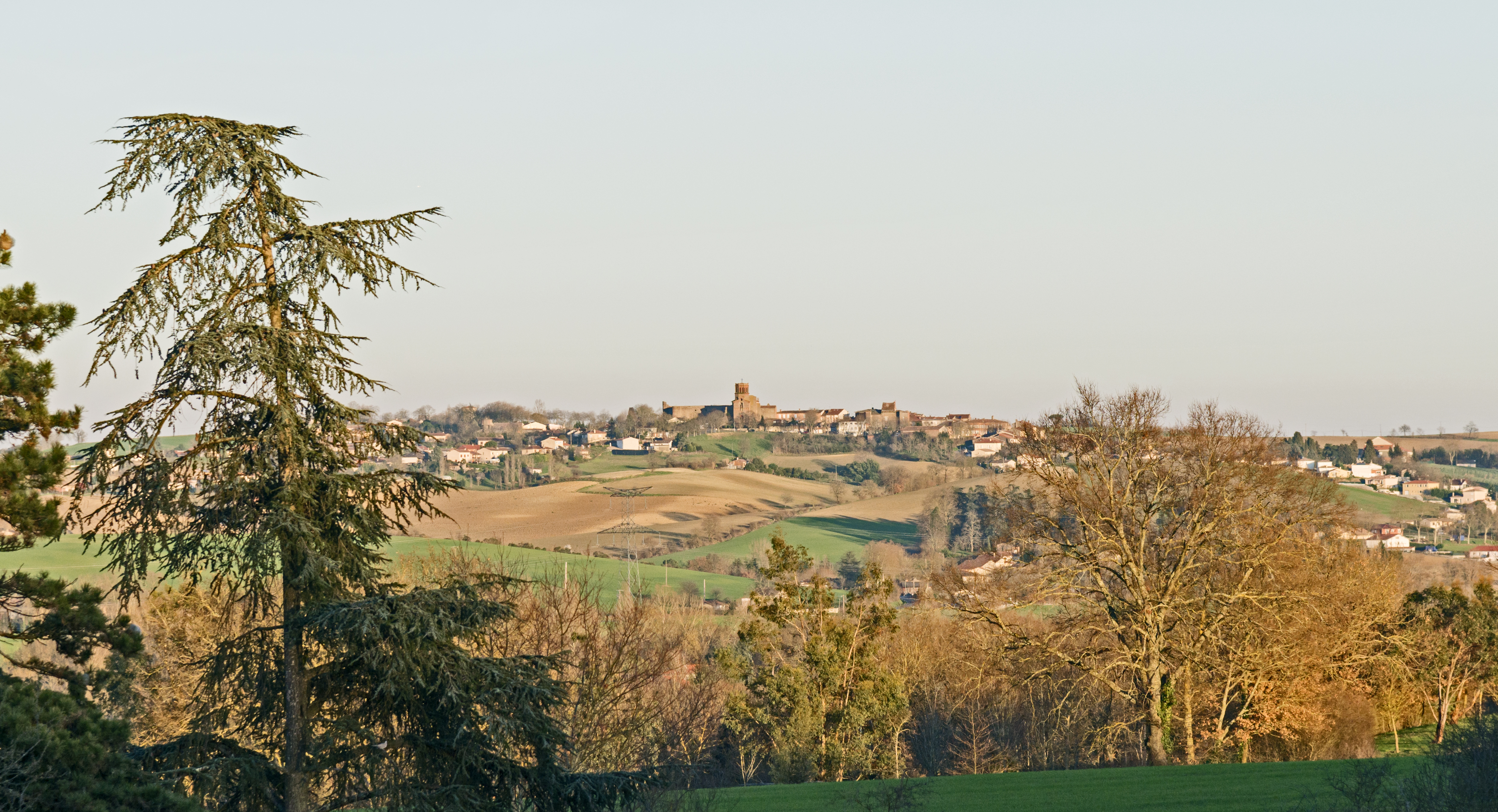
韦尔费伊附近的自然风光

韦尔费伊位于法国南部偏西，奥克西塔尼大区中部偏西和上加龙省东部，距离省会图卢兹大约22公里。与韦尔费伊接壤的市镇包括：贝尔卡斯泰勒、圣贝尔纳堡、邦勒波里凯、加里格、戈雷、蒙皮托勒、圣让莱尔姆、圣马塞尔-波莱勒、圣皮埃尔、拉沃尔和特拉。

### 地形
韦尔费伊位于阿基坦盆地与法国中央高原过渡地带，境内以浅丘和丘陵为主，市镇中心位于一处浅丘的顶端，起伏明显，全境海拔在146到273米之间。

### 水文
日鲁河自东南向西北流经韦尔费伊市镇西界，其右岸支流拉拉古溪（ruisseau de Laragou）自东向西流经市镇北界，该河上建有一处人工水坝并由此形成拉拉古湖（Lac de Laragou）；市镇东南界则有巴莱尔姆湖（Lac de la Balerme）；此外还有科内溪（ruisseau de Conné）和里约巴基耶溪（ruisseau de Rieubaquié）发源于韦尔费伊市镇范围内。

### 植被
韦尔费伊属于温带阔叶混交林区，林地多分布于河流附近及坡地地带。
在鲜花城市的评比中，韦尔费伊暂未被评级。

### 自然灾害
韦尔费伊的地震危险度等级为1级，属于极低危险；氡辐射等级为1级，属于低危险。1982至2024年间，韦尔费伊境内共发生21次有记录的自然灾害，其中10次洪涝，9次干旱。

### 气候
韦尔费伊在柯本气候分类法中属于带有一定大陆性气候特征的温带海洋性气候（Cfb）。

## 行政区划
韦尔费伊的市镇编号为31573，邮政编号为31590。
在行政管理方面，韦尔费伊隶属于法国奥克西塔尼大区上加龙省图卢兹区；在地方选举方面，韦尔费伊隶属于佩什博尼约县，其市镇范围全境被划入上加龙省第五选区；在社会管理方面，韦尔费伊是莱科托迪日鲁市镇公共社区的组成部分。
截至2025年1月，韦尔费伊市镇范围内暂无任何城市敏感街区及城市政策优先街区。
法国国家统计与经济研究所（简称“INSEE”）在进行数据统计时，将韦尔费伊市镇单独设为韦尔费伊城市核心区（Unité urbaine de Verfeil），并将包括韦尔费伊在内的周边共527个市镇划为韦尔费伊城市辐射区。此外，INSEE还将韦尔费伊市镇整体看作一个“块区”（IRIS），以便于统计人口分布情况。

## 交通

### 公路
上加龙省省道D20线、D22线、D32线和D112线以及建设中的A69高速公路在韦尔费伊境内交汇。奥克西塔尼大区公共交通（商业名称为“liO”）下属的城际客运376线和760线经停韦尔费伊，可通往图卢兹、拉沃尔、卡斯特尔等地。
2021年，87.4%的韦尔费伊家庭拥有至少一辆私人汽车。2023年，韦尔费伊境内共发生各类交通事故1起，造成1人遇难。
| 2 | 10 |

| 图卢兹 | 21 |

| 加里代什 | 11 |

| 皮洛朗斯 | 32 |

### 铁路
距离韦尔费伊最近的运营中的客运铁路车站为11公里外的位于格拉尼亚格站，该停靠往返于图卢兹和卡尔莫一线的区域列车。

### 航空
韦尔费伊距离图卢兹-布拉尼亚克机场的公路里程大约32公里。

### 城市公共交通
截至2025年1月，韦尔费伊暂无城市公共交通系统。

## 政治

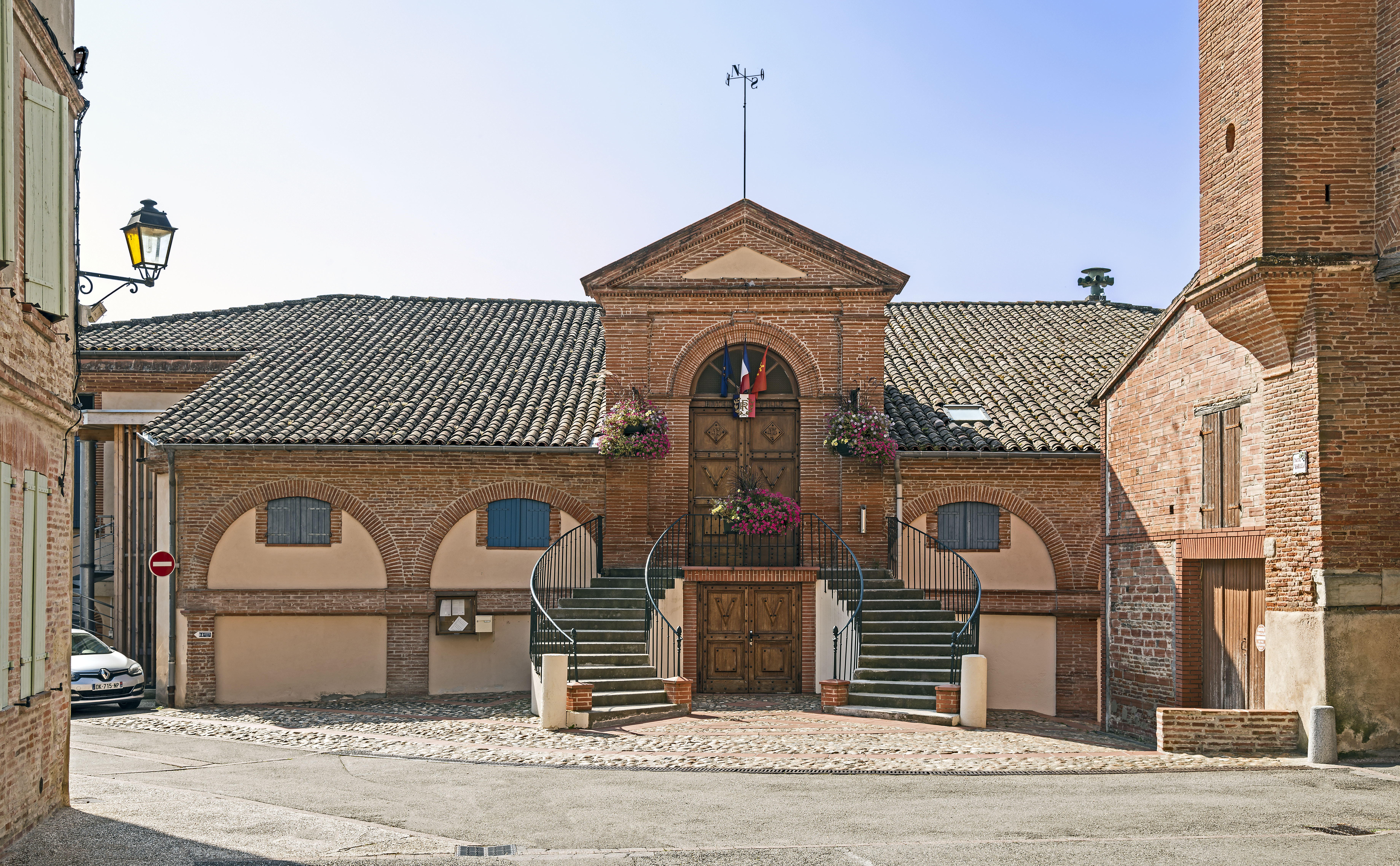
韦尔费伊市政厅

韦尔费伊的现任市长为帕特里克·普利克先生（Patrick PLICQUE），他是一名左翼无党派人士，在2020年的市政选举中获得了59.01%的支持率。
在2022年的法国总统大选的第二轮选举中，法国第25任总统埃马纽埃尔·马克龙在韦尔费伊获得了59.56%的支持率。

## 人口
2021年，韦尔费伊市镇人口数量为3,797，在法国排名第2,952位。其中男性1,887人，女性1,910人，75岁及以上人口占5.9%，外籍人口数量为85人，人口密度为92人/平方公里，当地居民被称为（男性）或（女性）。2015至2021年间，韦尔费伊的人口增长率为1.4%。2022年，韦尔费伊境内出生37人，死亡人口18人。
| 韦尔费伊1901年－2022年人口变化情况 |
|                                    |
| 数据来源：Cassini、INSEE           |

## 经济
韦尔费伊是一个区域性的中心城市。INSEE于2020年将韦尔费伊划入图卢兹就业区（Zone d'emploi de Toulouse），并又于2022年将其划入韦尔费伊生活区（Bassin de vie de Verfeil）。截至2024年12月，韦尔费伊市镇范围内共有各类用人单位（包含自雇）780家，比上一年同期新增31家； （零售）、（零售）及（办公家居）是当地2022年已公布营业额最高的三个企业，分别为19,801,448欧元、10,893,234欧元和6,862,994欧元。

## 财政与居民收入
2023年，韦尔费伊的财政收入总额为4,172,350欧元，财政支出总额为3,533,490欧元，当年的债务总额为1,253,680欧元。2023年，韦尔费伊市镇通过增值税获得72,260欧元的收入，此外当地还共获得了812,850欧元的国家直接财政补助。
| 韦尔费伊居民收入情况                             | 韦尔费伊居民收入情况 | 韦尔费伊居民收入情况 | 韦尔费伊居民收入情况 |
| 内容                                             | 韦尔费伊             | 上加龙省             | 法國                 |
| ------------------------------------------------ | -------------------- | -------------------- | -------------------- |
| 居民平均时薪                                     | 18.5欧元（2022年）   | 17.7欧元（2022年）   | 17欧元（2022年）     |
| 高级职员人均时薪                                 | 26.1欧元（2022年）   | 26.3欧元（2022年）   | 29.1欧元（2022年）   |
| 中级职员人均时薪                                 | 16.8欧元（2022年）   | 16.2欧元（2022年）   | 16.6欧元（2022年）   |
| 普通职员人均时薪                                 | 12.8欧元（2022年）   | 12欧元（2022年）     | 12.1欧元（2022年）   |
| 工人人均时薪                                     | 13.8欧元（2022年）   | 12.4欧元（2022年）   | 12.5欧元（2022年）   |
| 贫困率                                           | 7%（2021年）         | 14.3%（2021年）      | 14.5%（2021年）      |
| 青壮年（15至64岁）失业率                         | 6.0%（2021年）       | 11.2%（2021年）      | 10.4%（2021年）      |
| 家庭总数                                         | 1,469（2022年）      | 1,053（2022年）      | 1,160（2022年）      |
| 征税家庭数量占比                                 | 53.7%（2023年）      | 56.6%（2022年）      | 44.8%（2022年）      |
| 家庭年均纳税                                     | 3,780欧元（2023年）  | 3,684欧元（2022年）  | 4,481欧元（2022年）  |
| 资料来源：INSEE、L'Internaute、Le Journal du Net |                      |                      |                      |

## 社会事务

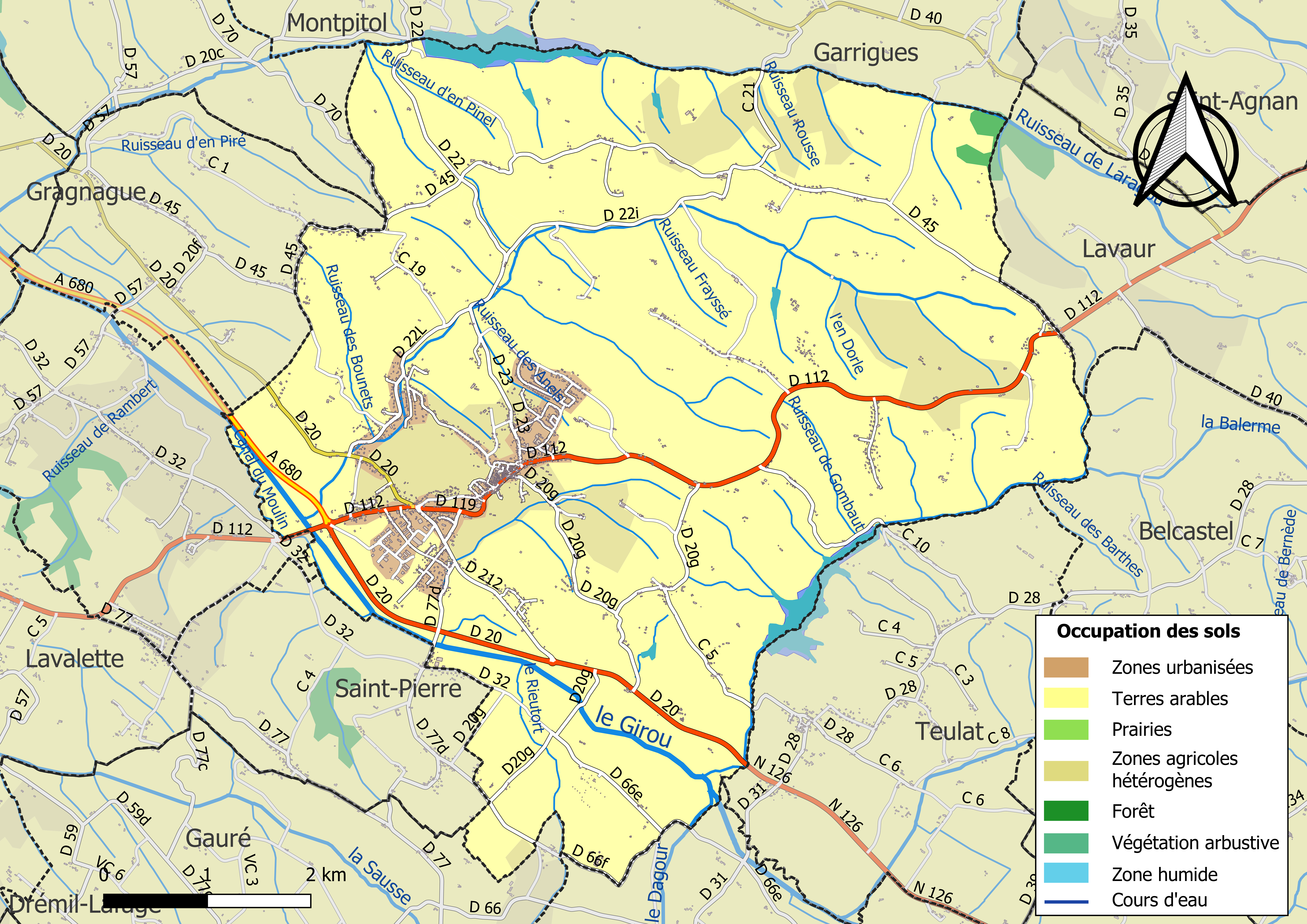
韦尔费伊土地利用情况地图

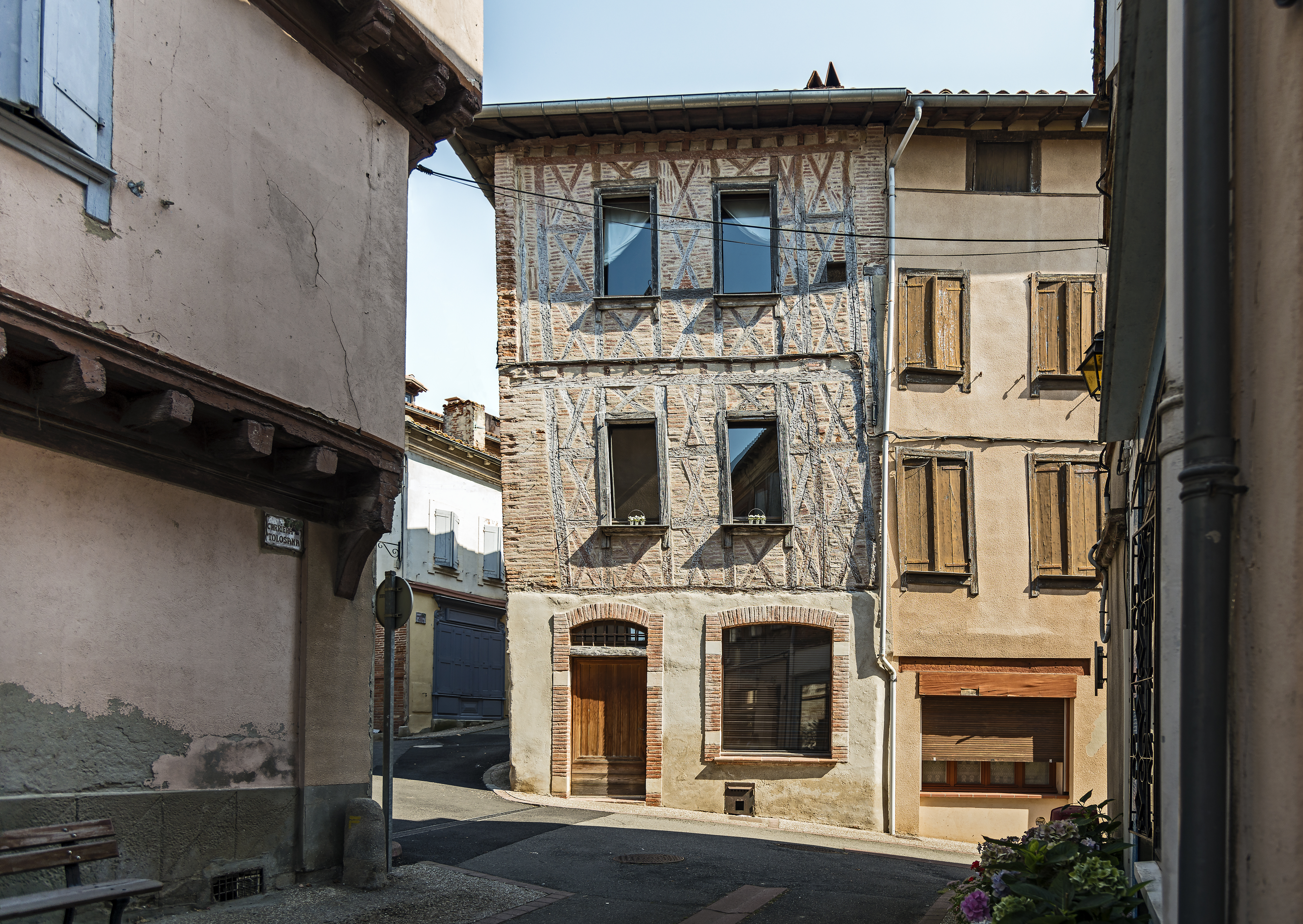
韦尔费伊镇中心的一处传统民居

### 教育
韦尔费伊属于图卢兹学区。截至2023年1月1日，韦尔费伊境内共有1所幼儿园、2所小学和2所初级中学。2022至2023学年度，韦尔费伊境内共有在校中等教育阶段学生478名。

### 医疗
截至2023年1月1日，韦尔费伊境内共有全科医生7名、保健师11名、牙医6名、护士11名、助产士1名、药房1家。
距离韦尔费伊最近的区域性医疗机构为图卢兹大学中心医院，其下属的皮尔庞医院位于图卢兹市区西北部，距离韦尔费伊市区的正常车程大约31分钟，该院设有床位888个，是上加龙省规模最大的公立综合性医院。

### 住房
2021年，韦尔费伊境内共有各类住房1,719套，其中83.7%为独立式住宅，16.2%为集中式住宅。常住房屋占韦尔费伊市镇范围内居民建筑总量的91.3%。2023年，韦尔费伊的居住税率为13.77%，不动产税率为45.16%（其中空置土地的不动产税率为45.16%。
在住房保障政策方面，2023年，韦尔费伊境内共有630户家庭获得了家庭津贴补助，受益人数占总人口数量的16.6%，其中115份为房租补助。

### 商业
2021年，韦尔费伊境内共有各类实体商铺123家，其中餐厅13家、大型超市1家、杂货店3家、面包房4家、肉铺1家、银行门店2家、美容美发店8家、汽车维修店7家。韦尔费伊镇中心西部建有一家Intermarché超市。

### 体育
2023年，韦尔费伊境内共有1家游泳池、2间体育馆、1座综合体育场、1处网球场、1处马术场以及3处足球或橄榄球场。
截至2025年1月，河谷希望足球俱乐部（Espoir Football Club de la Vallée，编号581831）是韦尔费伊境内唯一的一家注册足球俱乐部。当地的代表性足球队，成立于19XX年，其主队2024至2025赛季参加上加龙省足球联赛甲组（法国第九级别），其位于韦尔费伊境内的主场为市政球场（Stade Municipal）。

### 环境
韦尔费伊的环境事务由其所属的莱科托迪日鲁市镇公共社区联合各级政府协调负责。2021年，韦尔费伊境内共有1家污染企业。

### 治安
2021年，韦尔费伊市镇范围内共有1处宪兵队。
2023年，韦尔费伊市镇范围内累计记录各类案件47起，其中盗窃类案件17起，人身侵犯类案件17起，毒品交易类案件4起。

## 文化
2021年，韦尔费伊境内暂无任何文化设施。韦尔费伊境内建有图书馆（Bibliothèque），每周二、三、五向公众开放。

### 建筑
韦尔费伊境内共有5处建筑被列入法国国家文物保护单位，包括沃赖斯门（Porte Vauraise）、圣布莱斯教堂（Église Saint-Blaise de Verfeil）等。

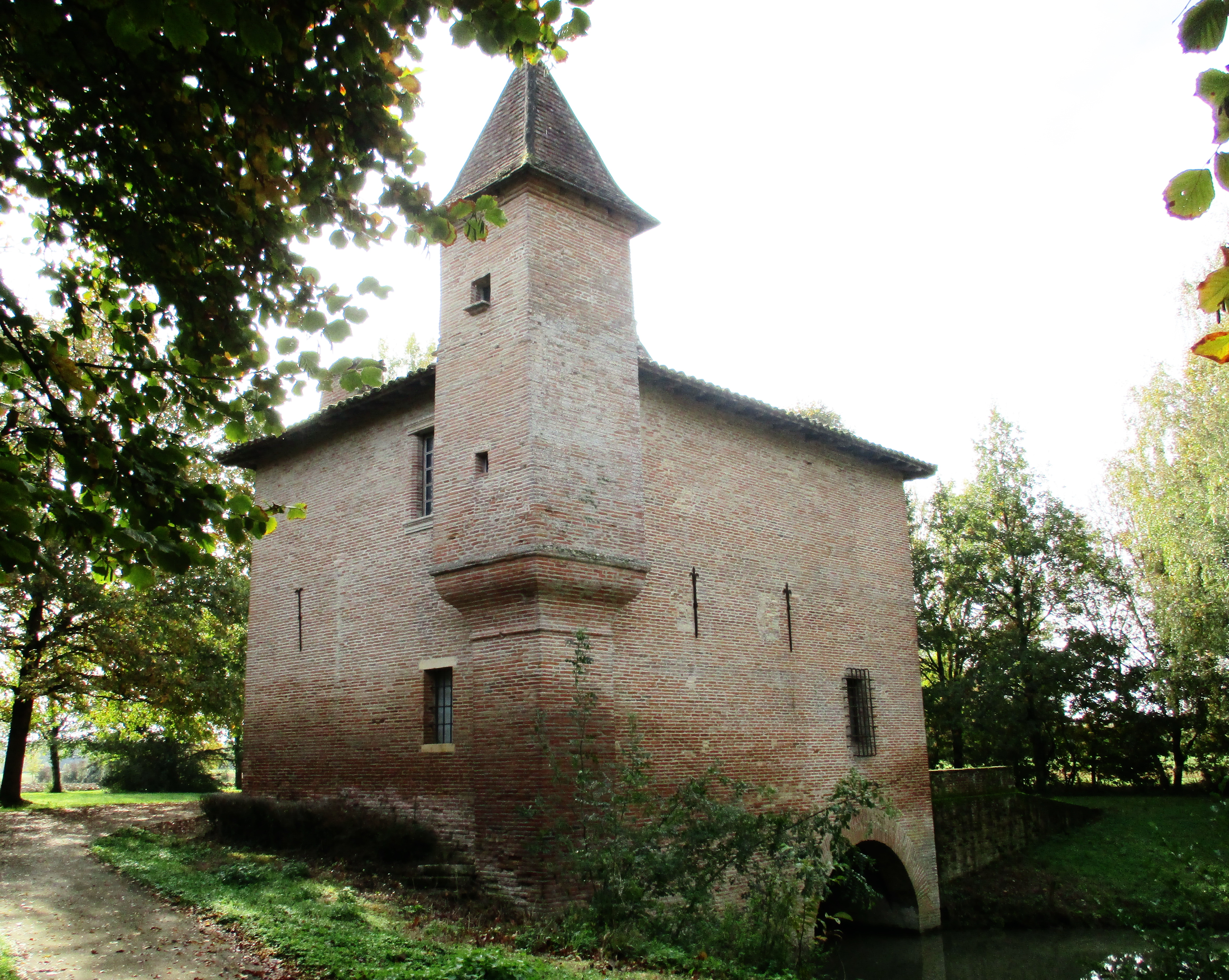
纳加斯磨坊
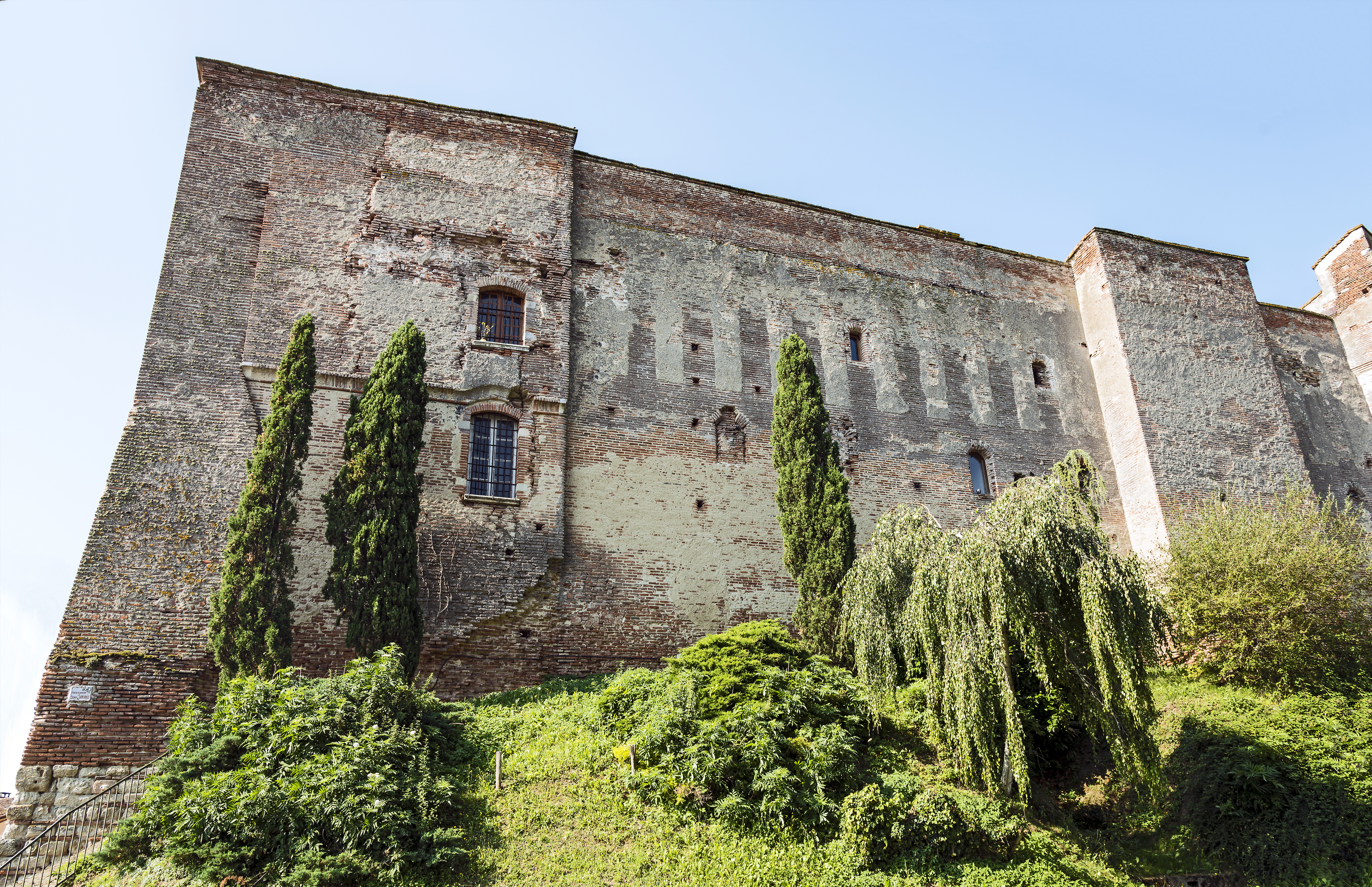
城堡
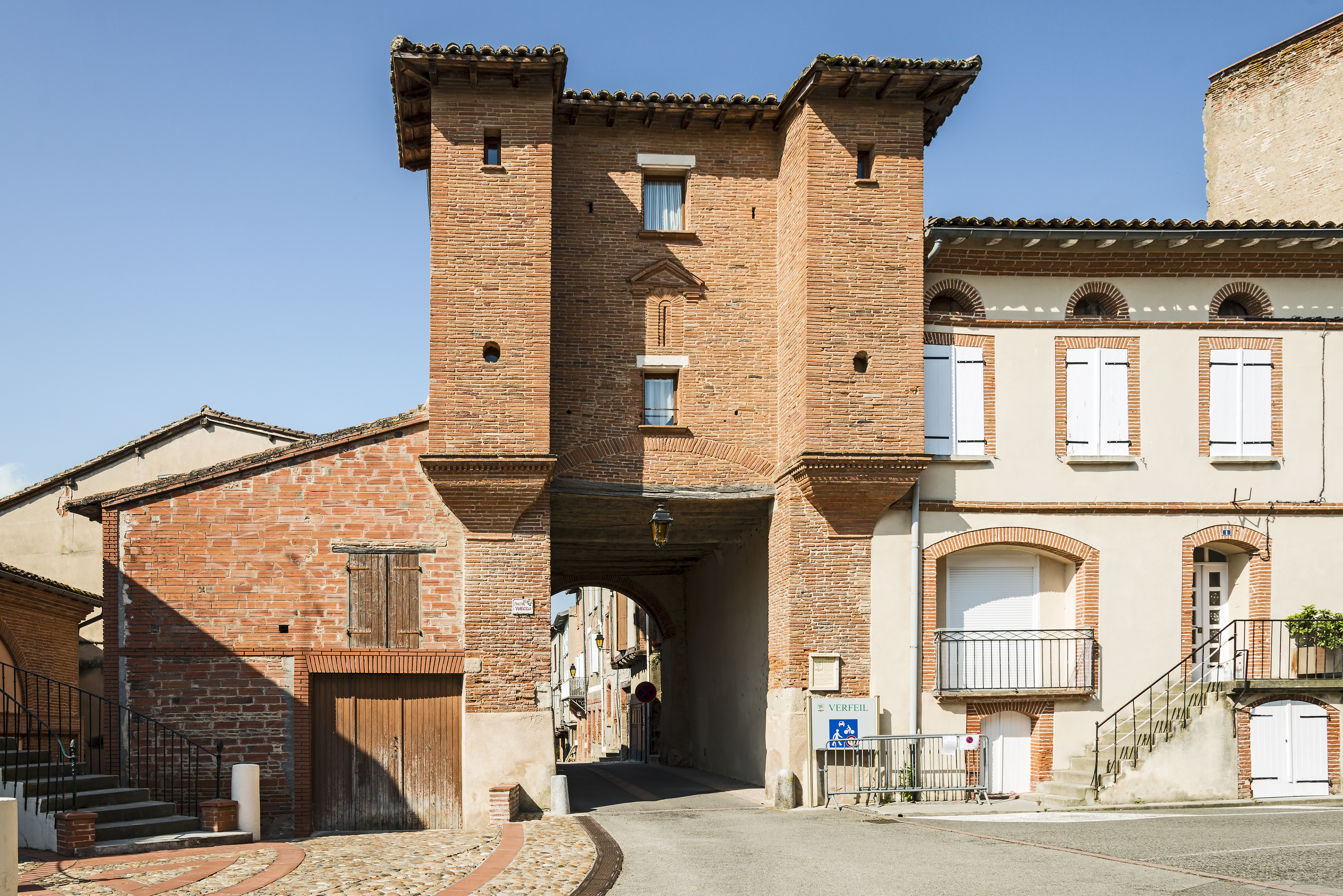
沃雷兹门
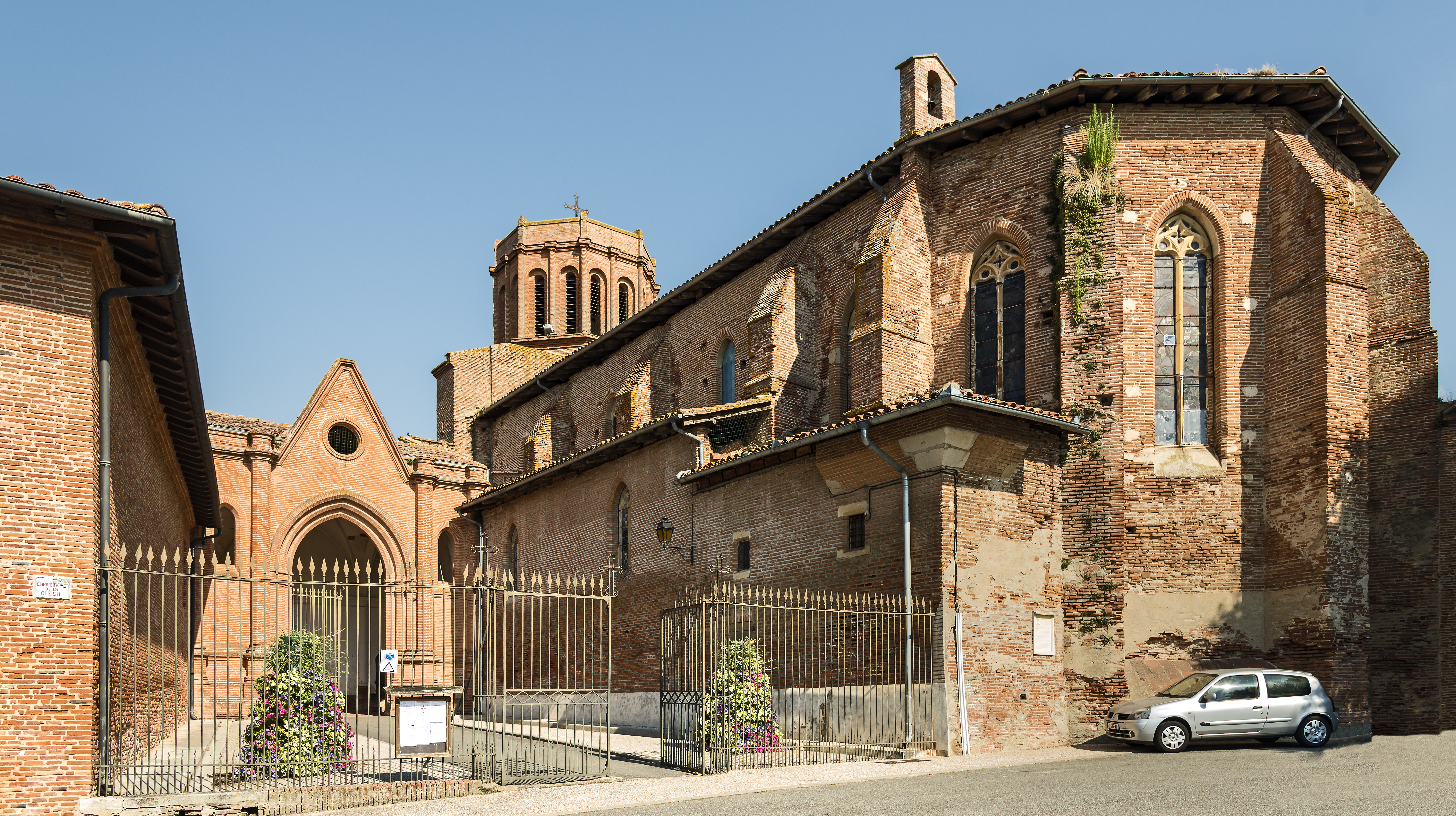
圣布莱斯教堂
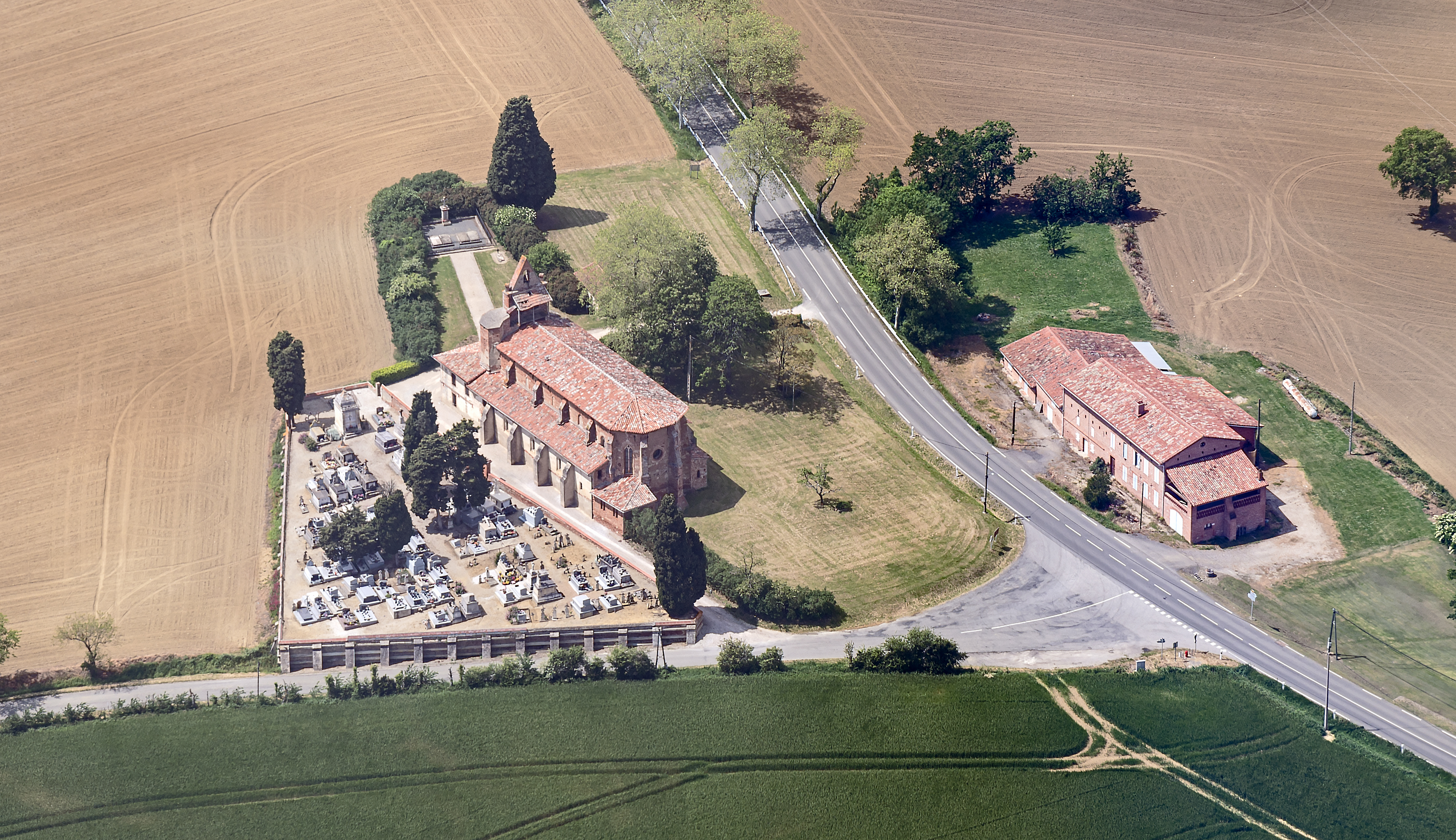
圣塞尔南教堂
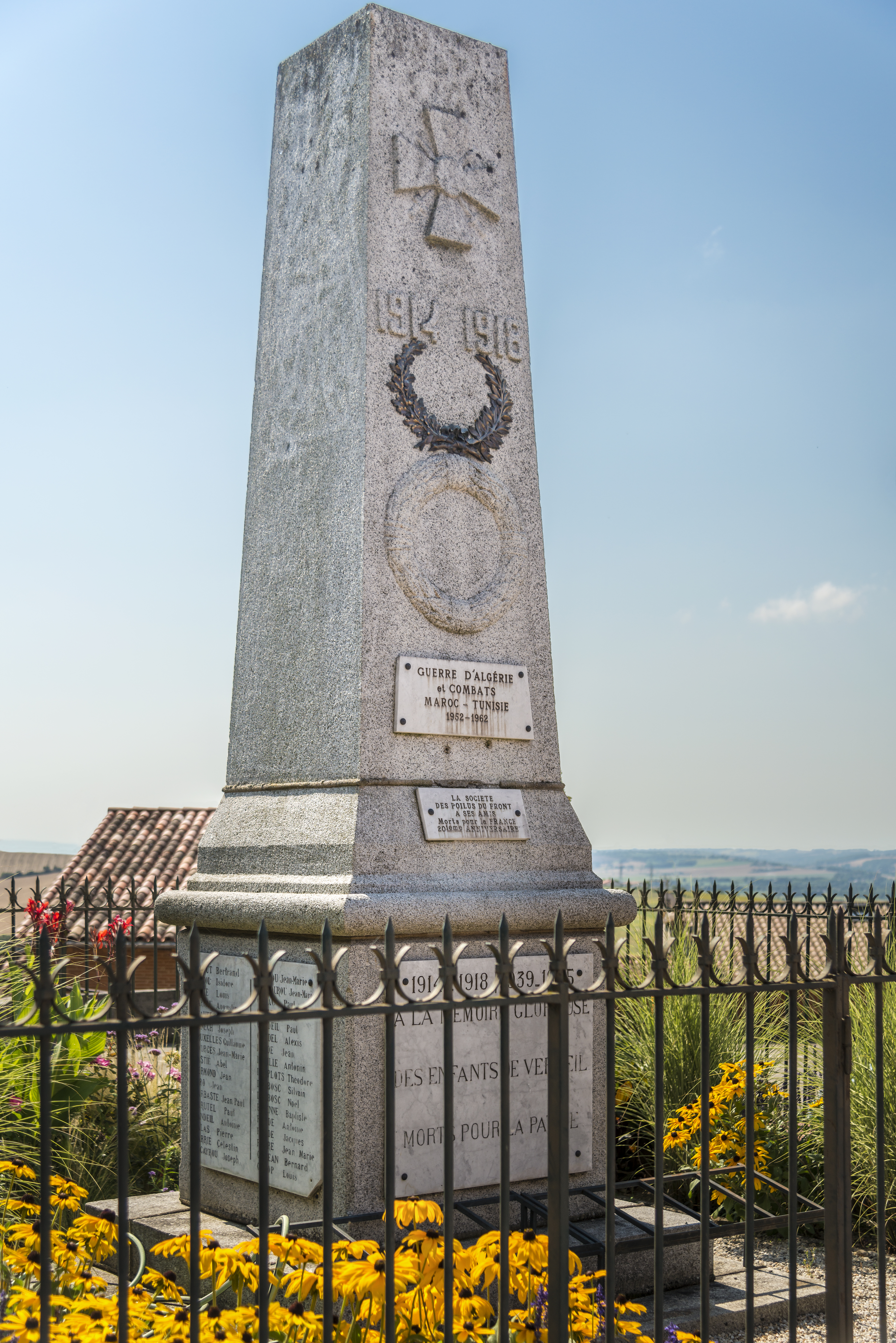
战争纪念碑

### 旅游
韦尔费伊的旅游事务由其所属的莱科托迪日鲁市镇公共社区联合各级政府协调负责。2024年，韦尔费伊境内暂无任何常规游客接待设施。

### 媒体
法国主要的媒体均可在韦尔费伊接收，法国电视三台下属的奥克西塔尼大区频道在部分时段播出韦尔费伊所在上加龙省的地方新闻。《南法追寻报》、奥克西塔尼电视台、Ici奥克西塔尼等是当地主要的地方性媒体。

### 无花果节
自2012年起，韦尔费伊每年举办无花果节（Fête du Figuier）。

## 友好城市
截至2025年1月，韦尔费伊暂未建立任何友好城市关系。